# Crystal Lakes (Misuri)
Crystal Lakes es una ciudad ubicada en el condado de Ray en el estado estadounidense de Misuri. En el Censo de 2010 tenía una población de 358 habitantes y una densidad poblacional de 111,92 personas por km².

## Geografía
Crystal Lakes se encuentra ubicada en las coordenadas 39°21′36″N 94°11′24″O / 39.36000, -94.19000. Según la Oficina del Censo de los Estados Unidos, Crystal Lakes tiene una superficie total de 3.2 km², de la cual 2.78 km² corresponden a tierra firme y (13.2%) 0.42 km² es agua.

## Demografía
Según el censo de 2010, había 358 personas residiendo en Crystal Lakes. La densidad de población era de 111,92 hab./km². De los 358 habitantes, Crystal Lakes estaba compuesto por el 93.58% blancos, el 0.28% eran afroamericanos, el 1.96% eran amerindios, el 1.96% eran asiáticos, el 0% eran isleños del Pacífico, el 0% eran de otras razas y el 2.23% pertenecían a dos o más razas. Del total de la población el 1.4% eran hispanos o latinos de cualquier raza.